# 베루섬

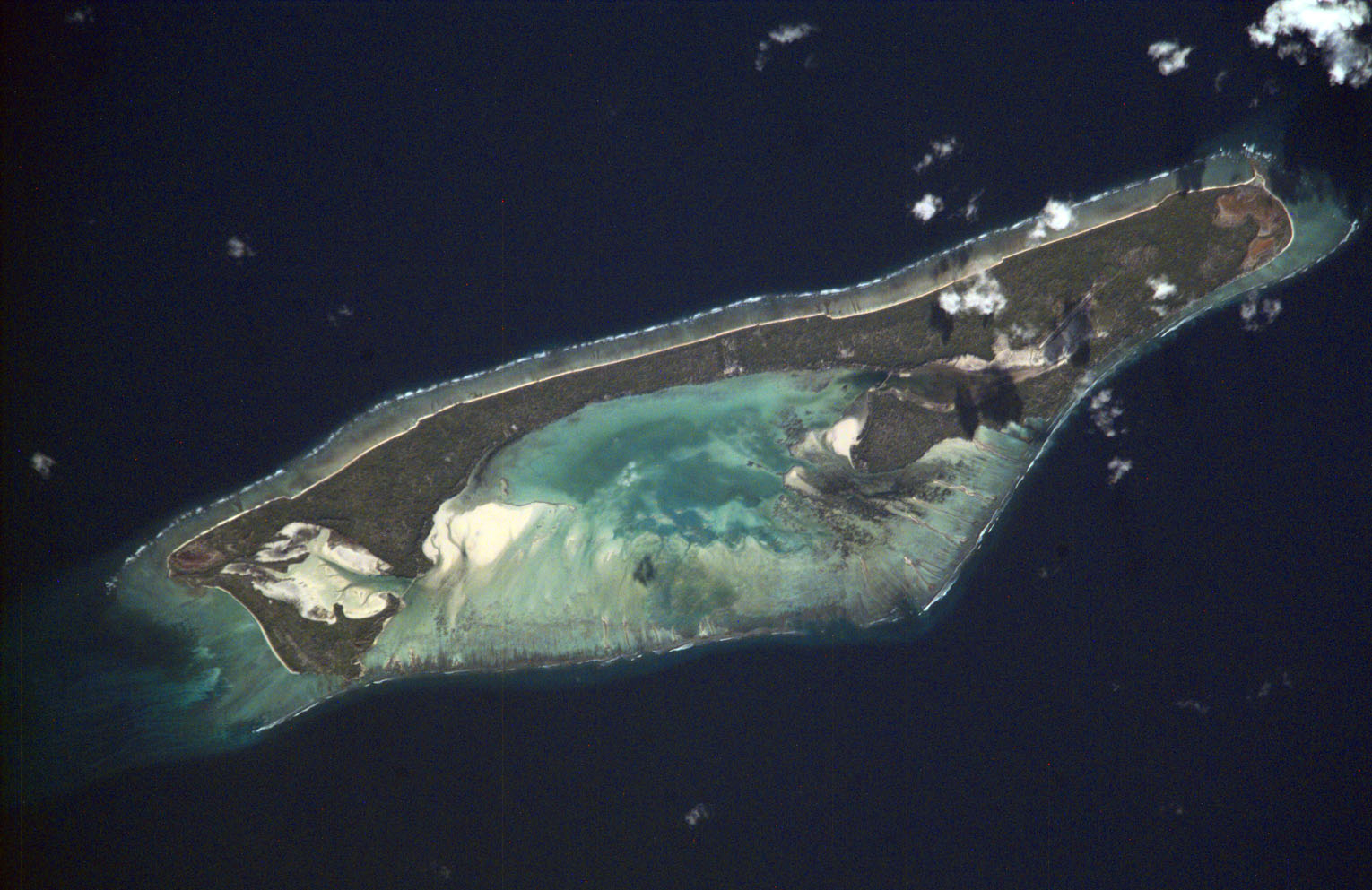
베루섬

베루섬(Beru Island)은 태평양 중서부에 위치한 키리바시의 섬으로, 길버트 제도에 속한다.
베루섬 우체국이 1911년 즈음에 개국하였다.